# Branko Strupar
Branko Strupar, né le 9 février 1970 à Zagreb en Yougoslavie (aujourd'hui la Croatie), est un footballeur belgo-croate, aujourd'hui retraité, qui joue au poste d'attaquant. Il représente la Belgique à 17 reprises entre 1999 et 2002, après avoir obtenu la nationalité belge.

## Carrière
Branko Strupar connait la meilleure période de sa carrière au KRC Genk. Il y forme un redoutable duo offensif avec Souleymane Oularé et remporte la coupe de Belgique en 1998 ainsi que le titre en 1999. Il reçoit également le Soulier d'or en 1998, prix récompensant le meilleur joueur du championnat.
Fin 1999, Strupar quitte Genk et rejoint la Premier League et Derby County. Il y inscrit le premier but du nouveau millénaire dans le football anglais. Néanmoins son passage en Angleterre n'est pas un succès et il est handicapé par plusieurs blessures.
Il termine sa carrière dans son pays natal, au Dinamo Zagreb en 2004.
À la suite de son succès au Racing Genk, on lui propose de jouer pour la Belgique. Strupar est alors naturalisé et sera Diable Rouge entre 1999 et 2002 (19 sélections, 17 capes, 5 buts). Il entre pour la première fois au jeu en match amical contre la Finlande le 18 août 1999. Il est déjà titulaire le 4 septembre suivant aux Pays-Bas (amical, 5-5). Il marque son premier but après 9 minutes et un second à la demi-heure.
Strupar est marié avec Sanja et a deux filles (Dora et Laura) ainsi qu'un fils (Bruno)

## Palmarès
- Champion de Belgique en 1999 avec le KRC Genk
- Vice-Champion de Belgique en 1998 avec le KRC Genk
- International belge de 1999 à 2002 (17 caps et 5 buts marqués)
- Soulier d'or 1998.
- Meilleur buteur du Championnat de Belgique en 1998 (22 buts)

## Buts en sélection
- Équipe nationale belge : 17 sélections / 5 buts

| But | Date             | Stade, ville, pays                              | Adversaire | Résultat | Match, compétition |
| --- | ---------------- | ----------------------------------------------- | ---------- | -------- | ------------------ |
| 1er | 4 septembre 1999 | Feijenoord Stadion, Rotterdam, Pays-Bas         | Pays-Bas   | N 5-5    | Match amical       |
| 2e  | 4 septembre 1999 | Feijenoord Stadion, Rotterdam, Pays-Bas         | Pays-Bas   | N 5-5    | Match amical       |
| 3e  | 7 septembre 1999 | Stade de Sclessin, Liège, Belgique              | Maroc      | V 4-0    | Match amical       |
| 4e  | 10 octobre 1999  | Stadium of Light, Sunderland, Angleterre        | Angleterre | D 2-1    | Match amical       |
| 5e  | 23 février 2000  | Stade du Pays de Charleroi, Charleroi, Belgique | Portugal   | D 1-1    | Match amical       |